# Associazione Sportiva Roma 1959-1960
Questa voce raccoglie le informazioni riguardanti l'Associazione Sportiva Roma nelle competizioni ufficiali della stagione 1959-1960.

## Stagione

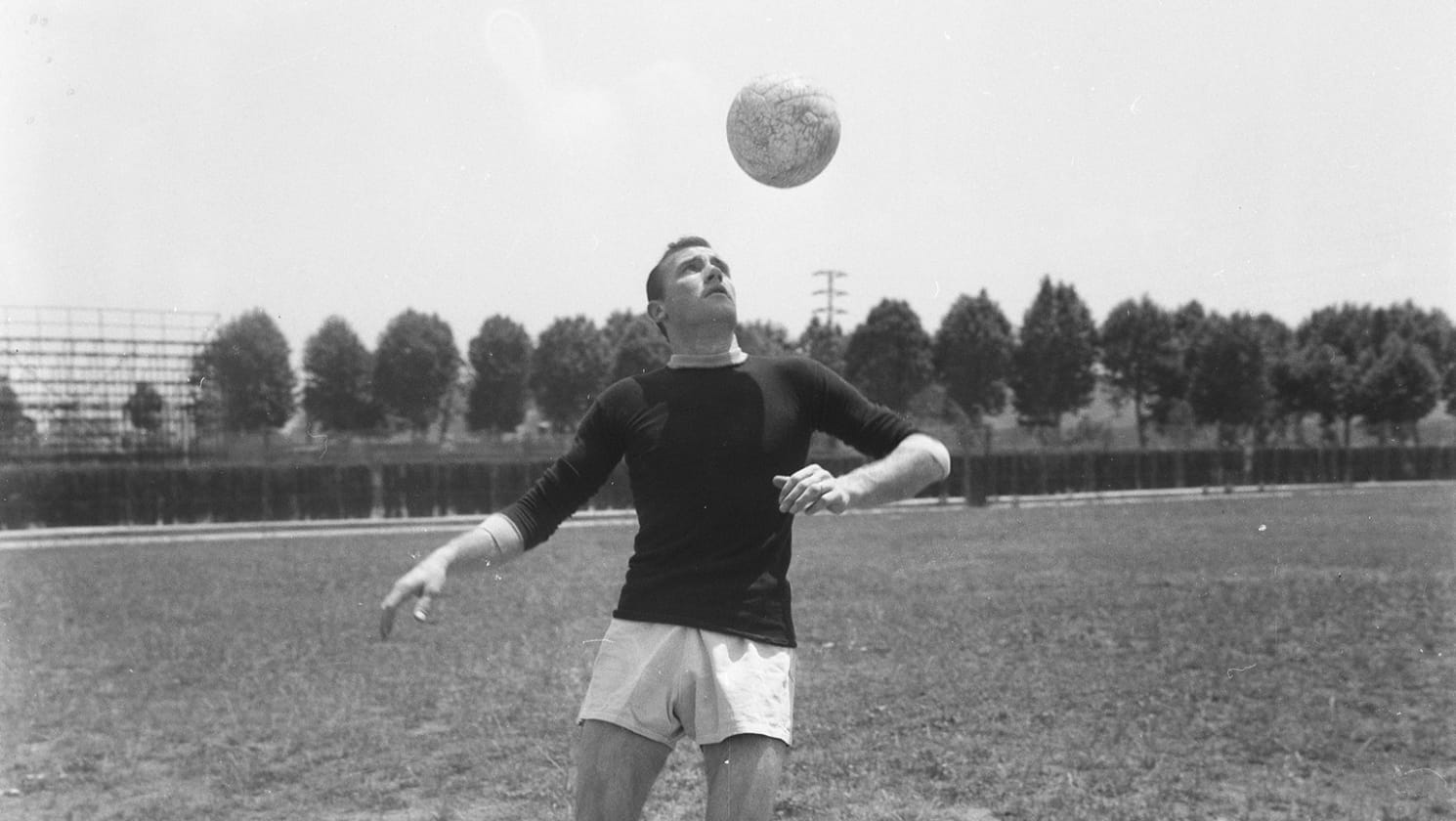
Il neoacquisto argentino Pedro Manfredini, miglior marcatore giallorosso della stagione.

Nonostante le speranze alimentate all'inizio del campionato dai nuovi acquisti, su tutti quello del cannoniere argentino Pedro Waldemar Manfredini, la squadra, i cui campioni vengono accusati di essersi dedicati troppo alla Dolce vita della Roma dei primi anni sessanta più che agli allenamenti, finisce con un nono posto in classifica. È il primo anno da capitano di Giacomo Losi, dopo la rinuncia di Egidio Guarnacci indignato a seguito di una multa comminata dall'allenatore ai giocatori per il poco impegno sul campo.

## Divise
La divisa primaria è costituita da maglia rossa con colletto giallo, pantaloncini bianchi, calze rosse bordate di giallo; in trasferta viene usata una maglia bianca con colletto a polo, pantaloncini bianchi e calzettoni bianchi bordati di giallorosso. I portieri hanno due divise, una costituita da maglia bianca con colletto a polo giallorosso, pantaloncini viola e calze rosse bordate di giallo, l'altra con maglia nera con colletto a polo giallorosso, pantaloncini neri e calzettoni bianchi bordati di giallorosso.
| Casa | Trasferta | 1ª portiere | 2ª portiere |

## Organigramma societario
Di seguito l'organigramma societario.
Area direttiva
- Presidente generale: Anacleto Gianni
- Presidente Sez. Calcio: Augusto D'Arcangeli, da marzo Anacleto Gianni

Area tecnica
- Allenatore: Alfredo Foni

## Rosa
Di seguito la rosa.
| N. |                   | Ruolo | Calciatore              |
| -- | ----------------- | ----- | ----------------------- |
|    | Italia (bandiera) | P     | Fabio Cudicini          |
|    | Italia (bandiera) | P     | Luciano Panetti         |
|    | Italia (bandiera) | D     | Giorgio Bernardin       |
|    | Italia (bandiera) | D     | Giulio Corsini          |
|    | Italia (bandiera) | D     | Romano Di Bari          |
|    | Italia (bandiera) | D     | Giovanni Griffith       |
|    | Italia (bandiera) | D     | Giacomo Losi (capitano) |
|    | Italia (bandiera) | D     | Antonio Marcellini      |
|    | Italia (bandiera) | D     | Giosuè Stucchi          |
|    | Italia (bandiera) | C     | Mario David             |
|    | Italia (bandiera) | C     | Luigi Giuliano          |
|    | Italia (bandiera) | C     | Egidio Guarnacci        |

| N. |                      | Ruolo | Calciatore          |
| -- | -------------------- | ----- | ------------------- |
|    | Italia (bandiera)    | C     | Quintino Giovannini |
|    | Italia (bandiera)    | C     | Alberto Orlando     |
|    | Italia (bandiera)    | C     | Paolo Pestrin       |
|    | Italia (bandiera)    | C     | Sergio Tenente      |
|    | Italia (bandiera)    | C     | Franco Zaglio       |
|    | Italia (bandiera)    | A     | Gualtiero Brunelli  |
|    | Italia (bandiera)    | A     | Mario Castellazzi   |
|    | Italia (bandiera)    | A     | Dino da Costa       |
|    | Italia (bandiera)    | A     | Alcides Ghiggia     |
|    | Argentina (bandiera) | A     | Pedro Manfredini    |
|    | Svezia (bandiera)    | A     | Arne Selmosson      |

## Calciomercato
Di seguito il calciomercato.
| Acquisti | Acquisti             | Acquisti       | Acquisti              |
| R.       | Nome                 | da             | Modalità              |
| -------- | -------------------- | -------------- | --------------------- |
| D        | Giorgio Bernardin    | Triestina      | definitivo            |
| D        | Romano Di Bari       | Sambenedettese | definitivo            |
| D        | Antonio Marcellini   | Catania        | definitivo            |
| C        | Giampaolo Menichelli | Sambenedettese | fine prestito         |
| C        | Alberto Orlando      | Messina        | fine prestito         |
| A        | Mario Castellazzi    | Spezia         | definitivo            |
| A        | Pedro Manfredini     | Racing Club    | definitivo (75 Mln £) |

| Cessioni | Cessioni             | Cessioni       | Cessioni              |
| R.       | Nome                 | a              | Modalità              |
| -------- | -------------------- | -------------- | --------------------- |
| P        | Luciano Tessari      | -              | fine carriera         |
| D        | Silvio Franchi       | Lecco          | definitivo            |
| D        | Carlo Mazzone        | SPAL           | definitivo            |
| C        | Lamberto Leonardi    | Cosenza        | definitivo            |
| C        | Enzo Menegotti       | -              | fine carriera         |
| C        | Giampaolo Menichelli | Parma          | prestito              |
| C        | Maurizio Thermes     | Sambenedettese | definitivo            |
| A        | Severino Lojodice    | Juventus       | definitivo (80 Mln £) |
| A        | Filippo Tasso        | Sambenedettese | definitivo            |

## Risultati

### Serie A

#### Girone di andata
| Arbitro: | Rigato (Mestre) |

|             |           |  |
| Pestrin 68’ | Marcatori |  |

| Arbitro: | Gambarotta (Genova) |

|             |           |           |
| Fontana 23’ | Marcatori | 1’ Zaglio |

| Arbitro: | Leita (Udine) |

|                   |           |             |
| Zaglio 49’ (rig.) | Marcatori | 80’ Greatti |

| Arbitro: | Marchese (Napoli) |

|                                     |           |               |
| Stucchi 12’ (aut.) Gratton 37’, 49’ | Marcatori | 4’ Manfredini |

| Arbitro: | Rigato (Mestre) |

|                                  |           |  |
| Manfredini 2’, 42’ Selmosson 86’ | Marcatori |  |

| Arbitro: | Famulari (Messina) |

|            |           |  |
| Perani 55’ | Marcatori |  |

| Arbitro: | Bonetto (Torino) |

|               |           |             |
| Selmosson 14’ | Marcatori | 51’ Corelli |

| Arbitro: | Liverani (Torino) |

|                         |           |                               |
| Tagnin 17’ Buglioni 68’ | Marcatori | 2’, 72’ Manfredini 67’ Zaglio |

| Arbitro: | Jonni (Macerata) |

|                                            |           |              |
| Pestrin 9’ Zaglio 51’ (rig.) Selmosson 59’ | Marcatori | 62’ Lindskog |

| Alessandria 6 dicembre 1959, ore 14:30 10ª giornata | Alessandria     | 0 – 0 referto | Roma | Stadio Giuseppe Moccagatta (10.000 circa spett.)\| Arbitro: \| Rigato (Mestre) \| |
| Arbitro:                                            | Rigato (Mestre) |               |      |                                                                                   |

| Arbitro: | Liverani (Torino) |

|                      |           |  |
| Maschio 29’ Nova 60’ | Marcatori |  |

| Arbitro: | Jonni (Macerata) |

|               |           |                        |
| Selmosson 57’ | Marcatori | 61’ De Marco 77’ Renna |

| Arbitro: | Leita (Udine) |

|                                             |           |  |
| Sívori 26’, 88’ Stacchini 75’ Boniperti 89’ | Marcatori |  |

| Arbitro: | Righi (Milano) |

|                                         |           |                 |
| Panzanato 34’ (aut.) Selmosson 68’, 74’ | Marcatori | 44’ (aut.) Losi |

| Arbitro: | Ferrari (Milano) |

|                                         |           |  |
| Ocwirk 47’ Skoglund 48’ Cucchiaroni 82’ | Marcatori |  |

| Arbitro: | Lo Bello (Siracusa) |

|                                        |           |  |
| Castellazzi 9’ Selmosson 41’ David 45’ | Marcatori |  |

| Arbitro: | Babini (Ravenna) |

|                              |           |                                 |
| Pentrelli 58’, 61’ Milan 87’ | Marcatori | 17’, 81’ Manfredini 30’ Ghiggia |

#### Girone di ritorno
| Arbitro: | Rigato (Mestre) |

|           |           |  |
| Leoni 57’ | Marcatori |  |

| Arbitro: | Jonni (Macerata) |

|                       |           |                        |
| David 33’ Orlando 53’ | Marcatori | 9’ Danova 43’ Altafini |

| Arbitro: | Liverani (Torino) |

|                                               |           |                         |
| Arce 29’ Bernini 36’, 89’ Vernazza 69’ (rig.) | Marcatori | 3’ Selmosson 88’ Zaglio |

| Arbitro: | Lo Bello (Siracusa) |

|               |           |                 |
| Selmosson 42’ | Marcatori | 59’, 68’ Hamrin |

| Arbitro: | Marchese (Napoli) |

|  |           |                   |
|  | Marcatori | 32’ (aut.) Janich |

| Arbitro: | Gambarotta (Genova) |

|               |           |  |
| Selmosson 49’ | Marcatori |  |

| Arbitro: | Genel (Trieste) |

|                          |           |               |
| Morbello 11’ Corelli 34’ | Marcatori | 84’ Selmosson |

| Arbitro: | Leita (Udine) |

|                                   |           |                                |
| Castellazzi 35’, 64’ da Costa 38’ | Marcatori | 80’ Mazzoni 86’ (aut.) Corsini |

| Arbitro: | Francescon (Padova) |

|               |           |                                 |
| Angelillo 56’ | Marcatori | 44’ Orlando 52’, 54’ Manfredini |

| Arbitro: | Marchese (Napoli) |

|             |           |  |
| Pestrin 13’ | Marcatori |  |

| Arbitro: | Francescon (Padova) |

|                                  |           |  |
| Manfredini 23’, 38’ da Costa 68’ | Marcatori |  |

| Arbitro: | Stanzione (Salerno) |

|                         |           |             |
| Pivatelli 28’, 69’, 74’ | Marcatori | 63’ Orlando |

| Arbitro: | De Marchi (Pordenone) |

|                   |           |                        |
| Manfredini 2’, 9’ | Marcatori | 59’ Sívori 78’ Charles |

| Arbitro: | Butti (Como) |

|                                              |           |  |
| Cappellaro 4’ Savoini 6’, 64’ Conti 16’, 88’ | Marcatori |  |

| Arbitro: | Annoscia (Bari) |

|                                                                  |           |                 |
| Selmosson 11’, 33’ Manfredini 18’, 67’ Guarnacci 44’ Orlando 51’ | Marcatori | 84’ Cucchiaroni |

| Arbitro: | Grignani (Milano) |

|                        |           |  |
| Del Vecchio 10’ (rig.) | Marcatori |  |

| Arbitro: | Marchese (Napoli) |

|                                  |           |                                |
| Manfredini 16’ Zaglio 30’ (rig.) | Marcatori | 21’ Bettini 61’ (rig.) Pinardi |

### Coppa Italia
| Arbitro: | Angelini (Firenze) |

|                                                    |           |  |
| Manfredini 16’ da Costa 21’ Zaglio 41’ Pestrin 44’ | Marcatori |  |

| Arbitro: | Liverani (Torino) |

|  |           |                     |
|  | Marcatori | Mora 4’ Skoglund 8’ |

### Coppa delle Alpi
| Arbitro: | Dienst |

|              |           |  |
| Selmosson 3’ | Marcatori |  |

| Arbitro: | Lo Bello |

|                           |           |                  |
| Allemann 8’ Schneiter 87’ | Marcatori | 20’, 53’ Pestrin |

## Statistiche

### Statistiche di squadra
Di seguito le statistiche di squadra.
| Competizione     | Punti | In casa | In casa | In casa | In casa | In casa | In casa | In trasferta | In trasferta | In trasferta | In trasferta | In trasferta | In trasferta | Totale | Totale | Totale | Totale | Totale | Totale | DR |
| Competizione     | Punti | G       | V       | N       | P       | Gf      | Gs      | G            | V            | N            | P            | Gf           | Gs           | G      | V      | N      | P      | Gf     | Gs     | DR |
| ---------------- | ----- | ------- | ------- | ------- | ------- | ------- | ------- | ------------ | ------------ | ------------ | ------------ | ------------ | ------------ | ------ | ------ | ------ | ------ | ------ | ------ | -- |
| Serie A          | 34    | 17      | 10      | 5       | 2       | 37      | 17      | 17           | 3            | 3            | 11           | 16           | 36           | 34     | 13     | 8      | 13     | 53     | 53     | 0  |
| Coppa Italia     |       | 2       | 1       | 0       | 1       | 4       | 2       | 0            | 0            | 0            | 0            | 0            | 0            | 2      | 1      | 0      | 1      | 4      | 2      | +2 |
| Coppa delle Alpi |       | 1       | 1       | 0       | 0       | 1       | 0       | 1            | 0            | 1            | 0            | 2            | 2            | 2      | 1      | 1      | 0      | 3      | 2      | +1 |
| Totale           | -     | 20      | 12      | 5       | 3       | 42      | 19      | 18           | 3            | 4            | 11           | 18           | 38           | 38     | 15     | 9      | 14     | 60     | 57     | +3 |

### Andamento in campionato
| Giornata  | 1 | 2 | 3 | 4  | 5 | 6 | 7 | 8 | 9 | 10 | 11 | 12 | 13 | 14 | 15 | 16 | 17 | 18 | 19 | 20 | 21 | 22 | 23 | 24 | 25 | 26 | 27 | 28 | 29 | 30 | 31 | 32 | 33 | 34 |
| --------- | - | - | - | -- | - | - | - | - | - | -- | -- | -- | -- | -- | -- | -- | -- | -- | -- | -- | -- | -- | -- | -- | -- | -- | -- | -- | -- | -- | -- | -- | -- | -- |
| Luogo     | C | T | C | T  | C | T | C | T | C | T  | T  | C  | T  | C  | T  | C  | T  | T  | C  | T  | C  | T  | C  | T  | C  | T  | C  | C  | T  | C  | T  | C  | T  | C  |
| Risultato | V | N | N | P  | V | P | N | V | V | N  | P  | P  | P  | V  | P  | V  | N  | P  | N  | P  | P  | V  | V  | P  | V  | V  | V  | V  | P  | N  | P  | V  | P  | N  |
| Posizione | 1 | 4 | 3 | 11 | 6 | 8 | 8 | 7 | 6 | 5  | 7  | 8  | 8  | 7  | 8  | 8  | 7  | 8  | 8  | 9  | 11 | 9  | 9  | 9  | 8  | 7  | 7  | 6  | 7  | 8  | 9  | 7  | 9  | 9  |

Legenda:

Luogo: C = Casa; T = Trasferta. Risultato: V = Vittoria; N = Pareggio; P = Sconfitta.

### Statistiche dei giocatori
Desunte dai tabellini del Corriere dello Sport.
| Giocatore      | Serie A  | Serie A | Coppa Italia | Coppa Italia | Coppa delle Alpi | Coppa delle Alpi | Totale   | Totale |
| Giocatore      | Presenze | Reti    | Presenze     | Reti         | Presenze         | Reti             | Presenze | Reti   |
| -------------- | -------- | ------- | ------------ | ------------ | ---------------- | ---------------- | -------- | ------ |
| G. Bernardin   | 4        | 0       | 2            | 0            | 0                | 0                | 6        | 0      |
| G. Brunelli    | 0        | 0       | 0            | 0            | 1                | 0                | 1        | 0      |
| M. Castellazzi | 9        | 3       | 0            | 0            | 0                | 0                | 9        | 3      |
| G. Corsini     | 20       | 0       | 2            | 0            | 1                | 0                | 23       | 0      |
| F. Cudicini    | 4        | -10     | 2            | -2           | 2                | -3               | 8        | -15    |
| D. da Costa    | 17       | 2       | 2            | 1            | 0                | 0                | 19       | 3      |
| R. Di Bari     | 0        | 0       | 0            | 0            | 1                | 0                | 1        | 0      |
| M. David       | 22       | 2       | 0            | 0            | 0                | 0                | 22       | 2      |
| A. Ghiggia     | 17       | 1       | 2            | 0            | 0                | 0                | 19       | 1      |
| Q. Giovannini  | 0        | 0       | 0            | 0            | 1                | 0                | 1        | 0      |
| L. Giuliano    | 14       | 0       | 0            | 0            | 2                | 0                | 16       | 0      |
| G. Griffith    | 30       | 0       | 2            | 0            | 2                | 0                | 34       | 0      |
| E. Guarnacci   | 34       | 1       | 2            | 0            | 2                | 0                | 38       | 1      |
| G. Losi        | 34       | 0       | 0            | 0            | 2                | 0                | 36       | 0      |
| P. Manfredini  | 24       | 16      | 2            | 1            | 0                | 0                | 26       | 17     |
| A. Marcellini  | 2        | 0       | 0            | 0            | 0                | 0                | 2        | 0      |
| A. Orlando     | 24       | 4       | 1            | 0            | 1                | 0                | 26       | 4      |
| L. Panetti     | 30       | -43     | 0            | 0            | 0                | 0                | 30       | -43    |
| P. Pestrin     | 27       | 3       | 2            | 1            | 2                | 2                | 31       | 6      |
| A. Selmosson   | 31       | 13      | 2            | 0            | 2                | 1                | 35       | 14     |
| G. Stucchi     | 4        | 0       | 0            | 0            | 2                | 0                | 6        | 0      |
| S. Tenente     | 0        | 0       | 0            | 0            | 1                | 0                | 1        | 0      |
| F. Zaglio      | 27       | 6       | 2            | 1            | 2                | 0                | 31       | 7      |

## Giovanili

### Piazzamenti
- Primavera: 
  - Torneo di Viareggio: ottavi di finale

### Videografia
- Manuela Romano (a cura di), La storia della A.S. Roma (10 DVD-Video), Corriere dello Sport, Rai Trade, 2006.